# アオテアロア共産党
アオテアロア共産党(The Communist Party of Aotearoa)はニュージーランドの毛沢東主義政党。ニュージーランド共産党が毛沢東主義からトロツキズムに転換したため1993年に分派した。アオテアロアはマオリ語でニュージーランドの意。党機関紙はストラグル(旧称レッドフラッグから改称)